# Pier Luigi Borgia
Pier Luigi Borgia, I duca di Gandía (catalano: Pere Lluís de Borja spagnolo: Pedro Luis de Borja; latino: Petrus Ludovicus de Boria; Roma, 1458 – Civitavecchia, 3 settembre 1488), è stato un nobile e generale spagnolo valenciano. Era il figlio del cardinale Rodrigo Borgia e fratellastro di Cesare, Goffredo, Giovanni e Lucrezia Borgia.

## Biografia
Fu promesso sposo di Maria Enriquez de Luna del Casato di Enríquez. A causa della prematura morte di Pier Luigi, Maria avrebbe in seguito sposato il fratello minore Giovanni (noto anche come Juan) nel settembre 1493.
Il Borgia combatté a fianco degli eserciti spagnoli durante la Guerra di Granada (Reconquista). A seguito del suo eroico trionfo durante la battaglia di Ronda, Re Ferdinando II lo premiò con il titolo di grande di Spagna il 18 maggio 1485.
Le terre di Gandìa, la dimora ancestrale della famiglia Borgia, furono inizialmente ereditate da Pier Luigi. Tuttavia, prima di diventare Duca di Gandìa, acquistò il ducato attraverso un accordo finanziario con nobili locali, quali Andrés Cabrera, I marchese di Moya e sua moglie, Beatriz de Bobadilla. Attraverso questo accordo, il Borgia avrebbe dovuto fornire al marchese una somma sconosciuta, benché considerata piccola e accettare alcuni diritti relativi alla corona e  Valencia, oltre le terre del ducato. Alcune fonti affermano che il padre di Pier Luigi gli avesse dato 50.000 ducati al fine di acquistare il territorio. Alla fine del 1485, Re Ferdinando II elevò ufficialmente lo status di Pier Luigi a duca di Gandía.
Pier Luigi Borgia morì nel 1491 forse a Civitavecchia mentre giungeva a Roma; non è ancora chiaro se morì in quell'anno o nel 1488 quando insignì il fratello minore Juan Borgia del Ducato di Gandìa. Nel suo testamento, Pier Luigi cedette il ducato al fratello minore Giovanni e pretese una dote di 10.000 fiorini da dare a sua sorella Lucrezia.

## Ascendenza
|                              |   |                            | Genitori                  |  |  | Nonni |  |  | Bisnonni             |  |  | Trisnonni        |  |
|                              |   |                            |                           |  |  |       |  |  | Rodrigo Gil de Borja |  |  | Rodrigo de Borja |  |
|                              |   |                            |                           |  |  |       |  |  | Rodrigo Gil de Borja |  |  | Rodrigo de Borja |  |
|                              |   | Sabina Anglesola           |                           |  |  |       |  |  | Rodrigo Gil de Borja |  |  |                  |  |
| Jofre de Borja Llanzol       |   |                            |                           |  |  |       |  |  | Rodrigo Gil de Borja |  |  |                  |  |
|                              |   | Sibilia Escrivà i Pallarès | Andreu Escrivà i Pallarès |  |  |       |  |  |                      |  |  |                  |  |
|                              |   | Sibilia Escrivà i Pallarès | Andreu Escrivà i Pallarès |  |  |       |  |  |                      |  |  |                  |  |
|                              |   | Sibilia Escrivà i Pallarès | Sibilia de Pròixita       |  |  |       |  |  |                      |  |  |                  |  |
| Papa Alessandro VI           |   | Sibilia Escrivà i Pallarès |                           |  |  |       |  |  |                      |  |  |                  |  |
|                              |   | Domingos de Borja          | Domingo de Borja          |  |  |       |  |  |                      |  |  |                  |  |
|                              |   | Domingos de Borja          | Domingo de Borja          |  |  |       |  |  |                      |  |  |                  |  |
|                              |   | Domingos de Borja          | Caterina Doncel           |  |  |       |  |  |                      |  |  |                  |  |
| Isabel de Borja y Cavanilles |   | Domingos de Borja          |                           |  |  |       |  |  |                      |  |  |                  |  |
|                              |   | Francisca Marti Llançol    | …                         |  |  |       |  |  |                      |  |  |                  |  |
|                              |   | Francisca Marti Llançol    | …                         |  |  |       |  |  |                      |  |  |                  |  |
|                              |   | Francisca Marti Llançol    | …                         |  |  |       |  |  |                      |  |  |                  |  |
| Pier Luigi Borgia            |   | Francisca Marti Llançol    |                           |  |  |       |  |  |                      |  |  |                  |  |
|                              | … | …                          |                           |  |  |       |  |  |                      |  |  |                  |  |
|                              | … | …                          |                           |  |  |       |  |  |                      |  |  |                  |  |
|                              | … | …                          |                           |  |  |       |  |  |                      |  |  |                  |  |
| …                            | … |                            |                           |  |  |       |  |  |                      |  |  |                  |  |
|                              |   | …                          | …                         |  |  |       |  |  |                      |  |  |                  |  |
|                              |   | …                          | …                         |  |  |       |  |  |                      |  |  |                  |  |
|                              |   | …                          | …                         |  |  |       |  |  |                      |  |  |                  |  |
| …                            |   | …                          |                           |  |  |       |  |  |                      |  |  |                  |  |
|                              |   | …                          | …                         |  |  |       |  |  |                      |  |  |                  |  |
|                              |   | …                          | …                         |  |  |       |  |  |                      |  |  |                  |  |
|                              |   | …                          | …                         |  |  |       |  |  |                      |  |  |                  |  |
| …                            |   | …                          |                           |  |  |       |  |  |                      |  |  |                  |  |
|                              |   | …                          | …                         |  |  |       |  |  |                      |  |  |                  |  |
|                              |   | …                          | …                         |  |  |       |  |  |                      |  |  |                  |  |
|                              |   | …                          | …                         |  |  |       |  |  |                      |  |  |                  |  |
|                              |   | …                          |                           |  |  |       |  |  |                      |  |  |                  |  |